# Cyclocephala multiplex
Cyclocephala multiplex är en skalbaggsart som beskrevs av Thomas Casey 1915. Cyclocephala multiplex ingår i släktet Cyclocephala och familjen Dynastidae. Inga underarter finns listade i Catalogue of Life.